# Руджери, Микеле
Мике́ле Рудже́ри (итал. Michele Ruggieri, кит. 羅明堅 — Ло Мин-цзянь; 28 октября 1543, Спинаццола, Апулия — 11 мая 1607, Салерно, Кампания) — католический священник-иезуит, один из основателей (вместе с Маттео Риччи) первой иезуитской миссии в Китае (вне находящегося под португальским управлением Макао).

## Биография
Будущий миссионер родился в городке Спинаццола в Апулии, на юге Италии (тогдашнее Неаполитанское королевство), и был при рождении окрещён Помпилио. Он получил степень доктора юриспруденции в Неаполитанском университете по гражданскому и каноническому праву, и работал при дворе Филиппа II в Неаполе. 28 октября 1572 г вступил в Орден иезуитов, сменив своё мирское имя Помпилио на Микеле, и стал изучать философию и теологию. 23 марта 1578 он покинул Европу на корабле, идущем из Лиссабона в португальскую Индию, и 13 сентября того же года прибыл в Гоа, главную португальскую базу в Индии. В конце ноября 1578 г его направили в Кочин (южная Индия), где он немедленно стал осваивать местный язык (видимо, малаялам), и уже через полгода мог принимать исповедь от местных католиков.
Однако несмотря на свои успехи в малаялам — а скорее всего, как раз из-за них — Руджери проработал в Индии совсем недолго. Очень скоро он был послан орденом иезуитов в Макао, в ответ на запрос главного иезуита на Дальнем Востоке, Алессандро Валиньяно. В это время иезуиты и другие католические миссионеры уже несколько лет (с 1563 г) вели деятельность в Макао — портовом городке на южном берегу Китая, находившемся под португальским управлением. Однако успехи миссионеров были весьма ограниченными, поскольку вместо того, чтобы самим изучить китайский язык и «вжиться» в китайскую культуру, они хотели, чтобы китайцы научились говорить и жить по-португальски. Хотя миссионеры иногда и посещали китайскую «большую землю» за пределами Макао (главным образом, портовый город Гуанчжоу, куда португальцам из Макао разрешалось приезжать на регулярные ярмарки), никому из них не удавалось обосноваться там на сколько-нибудь долгий срок. Оценив обстановку, недавно прибывший в Макао Валиньяно счёл необходимым, чтобы намеревающиеся обратить Китай в веру Христову иезуиты вели себя как их коллеги, работавшие в Японии, то есть они должны начать с освоения устного и письменного языка страны, где хотят работать. С этой целью он и запросил иезуитское руководство в Индии послать в Макао человека с надлежащими способностями. Случилось так, что человека, которого просил Валиньяно (Бернардино де Феррариса), уже назначили на руководящую работу в Кочине, и вместо него в Макао был направлен Руджери.
В мае 1579 года Руджери покинул Кочин, и 20 сентября того же года прибыл в Макао. Он немедленно приступил к изучению китайского языка, что, несмотря на присутствие португальцев в Макао уже около почти четверть века, найти подходящих учителей было делом вовсе нелёгким. Дело в том, что хотя в Макао были китайцы, способные до той или иной степени общаться по-португальски, они в большинстве своём происходили из низших слоёв общества Южного Китая, и редко владели китайской письменностью. Кроме того, родной язык жителей региона — кантонский, сильно отличался от так называемого «гуаньхуа»: основанного на столичных диалектах (Пекин и Нанкин) «языка мандаринов», который, как указал Валиньяно, понадобится иезуитам, чтобы успешно работать с правящими классами Китая и интеллектуальной элитой страны. Уже в 1579 году через Валиньяно и руководство иезуитов в Индии, Руджери попросил прислать ещё одного толкового иезуита на помощь ему. Однако выполнение его запроса заняло немало времени, и этот второй человек, прославившийся в будущем Маттео Риччи, прибыл в Макао лишь 7 августа 1582 года.

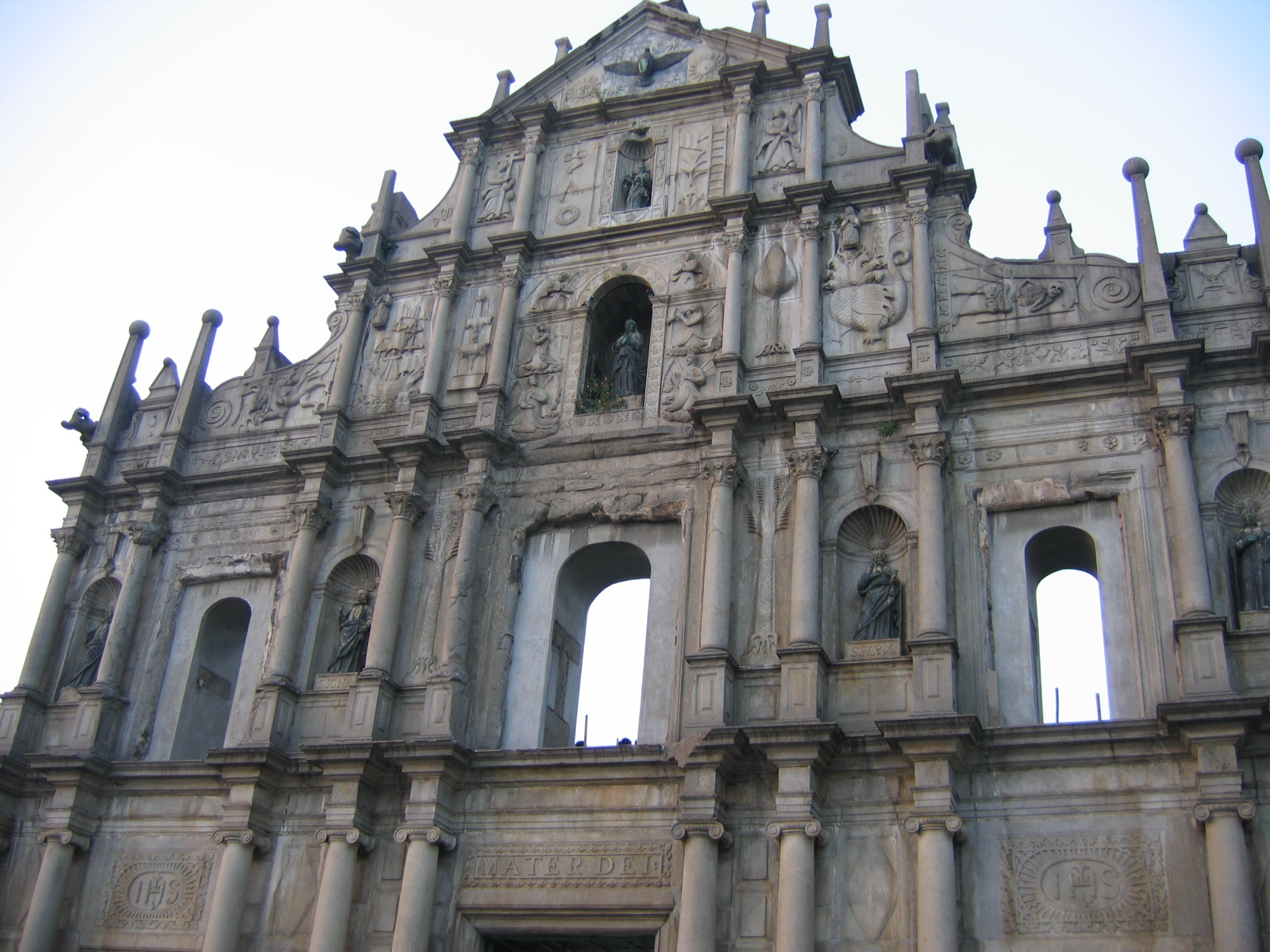
Всё, что осталось от собора св. Павла в Макао, строительство которого началось ещё при Руджери

К моменту прибытия Риччи, Руджьери уже побывал три раза в Китае за пределами Макао, благодаря, в частности, ежегодным ярмаркам в Гуанчжоу, которые португальцам из Макао разрешалось посещать. Хотя китайский адмирал, ответственный за отношения с португальцами в Гуанчжоу, и не знал, кто такие иезуиты, он оценил образованность Руджери и его знание языка и китайского этикета, и разрешил ему во время своих посещений Гуанчжоу останавливаться в доме для сиамских послов (в отличие от остальных европейцев, посещавших ярмарку, которым полагалось ночевать на своих судах).
Несмотря на пессимизм большинства других иезуитов, работавших в Макао, Руджери и Риччи пытались разными способами получить разрешение от китайских властей на создание постоянной миссии внутри страны. Хотя Валиньяно считал, что делать это преждевременно, ибо иезуиты ещё слабо владели языком, Руджери был убеждён, что лишь находясь внутри страны, в китайской языковой среди и с возможностью общения с местной интеллигенцией (грамотной и знающей гуаньхуа) иезуиты смогут добиться необходимого для их деятельности уровня владения языком.
В течение этого процесса Руджери и другой иезуит, Франческо Пасио (1544—1612) смогли провести несколько месяцев зимой 1582/83 гг. в Чжаоцине, на западе провинции Гуандун, где в минскую эпоху находилась резиденция генерал-губернатора двух южных провинций, Гуандуна и Гуанси. Наконец разрешение было получено, и 10 сентября 1583 г. Руджери и Риччи смогли наконец открыть постоянную миссия в Чжаоцине. Впоследствии, уже после отбытия Руджери из Китая, Риччи перенёс эту миссию в Шаогуань на севере провинции, затем (в 1599 г.) в Нанкин, и в 1600 г. — в Пекин.
За несколько лет, проведённых в Чжаоцине, Руджьери и Риччи, с помощью их китайских помощников, создали как ряд работ, рассчитанных на китайских читателей, так и важные учебные материалы, которые впоследствии использовались новыми поколениями иезуитов, прибывавших в Китай, для освоения языка и классической литературы страны.
В ноябре 1588 г., после пяти лет работы иезуитов в Чжаоцине и всё ещё без перспектив когда-либо добраться до Пекина, Руджери отправился из Китая в Рим в надежде уговорить руководство Римско-католической Церкви послать официальное посольство к китайскому императору. Риччи и Руджери надеялись, что таким образом они смогут наконец проникнуть в Пекин, чтобы начать обращать китайскую империю в католицизм, начиная с самого верха. Однако из этого иезуитского плана ничего не вышло: римские папы умирали один за другим, здоровье самого Руджери ухудшалось… Руджери умер в Салерно в 1607 году.

## Труды

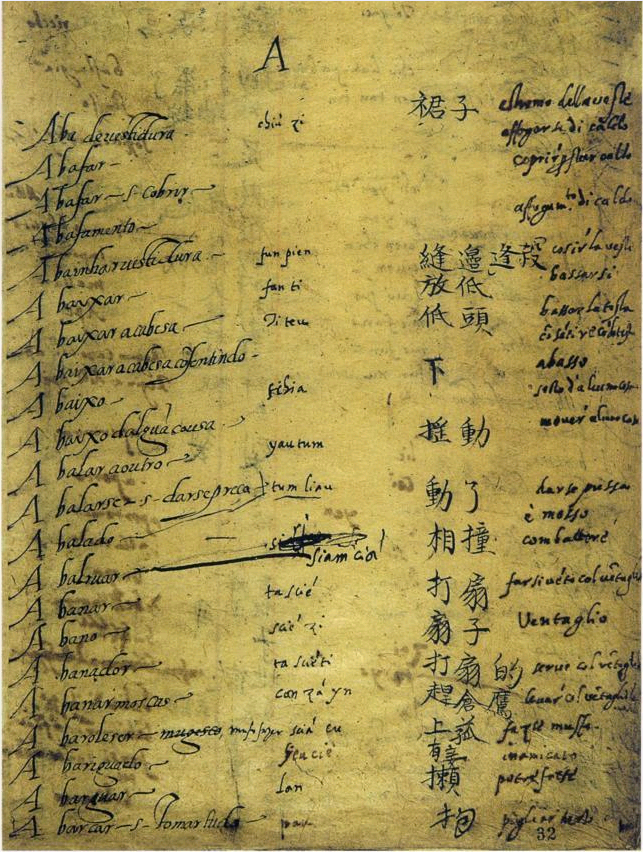
Страница из рукописного португальско-китайского словаря, составленного Риччи, Руджери и Фернандесом (между 1583-88 гг)

В 1584 г. Руджери создал и опубликовал катехизис на китайском языке «Тянь-чжу ши лу» (天主实录, «Подлинные записи о Небесном Господе»; известен также в версии 天主圣教实录, «Тянь-чжу шэн цзяо ши лу», то есть «Подлинные записи о святом учении Небесного Господа»). Он представляет собой перевод традиционного европейского католического катехизиса, с использованием буддистской терминологии и опорой на идеи раннего конфуцианства. Это произведение стало первой книгой, опубликованной европейцами в Китае (не считая Макао). Оно стало основой для издания, «Тянь-чжу ши и» («Подлинный смысл Небесного Господа»), разработанным Риччи в последующие годы, когда Риччи стал опираться на конфуцианскую, а не буддистскую терминологию, истолковывая смысл христианства китайцам.
В 1934 г. иезуитский историк Паскуале д’Элиа (Pasquale d’Elia), работавший с рукописями Маттео Риччи в ватиканских архивах, обнаружил ранее неизвестную рукопись, представлявшую собой португальско-китайский словарь. Анализ помет на документе, и сравнение почерка с другими рукописями позволило историкам счесть, что словарь был составлен Руджери и Риччи, с помощью китайских сотрудников (видимо, брата ордена иезуитов из Макао, известного под португальским именем Себастьян Фернандес), в период их работы в Чжаоцине (1583-88 г). Этот словарь считается первым когда либо созданным европейско-китайским словарём, так же как и первым известным образцом систематической латинской транскрипции китайского языка. Хотя этот словарь был впервые издан лишь в 2001 г, разумно предположить, что в рукописной форме он играл существенную роль в обучении новых иезуитов в период становления иезуитской системы миссий в Китае.
Полагают, что Руджери также был первым, кто попытался перевести конфуцианское Четверокнижие на один из европейских языков.